# Dpkg
Dpkg (kleine letters) is de software die aan de basis ligt van Debians pakketsysteem. Dpkg wordt gebruikt om .deb-pakketten te installeren en te verwijderen. De ontwikkeling is momenteel in handen van het dpkg-team.

## Geschiedenis
Dpkg was oorspronkelijk gemaakt door Matt Welsh, Carl Streeter en Ian Murdock, eerst als een Perlprogramma, en later herschreven in C door Ian Jackson in 1993. De naam dpkg was oorspronkelijk de afgekorte versie van "Debian package".

## Voorbeeldcode
Om een .deb-pakket te installeren:
```
dpkg -i 
debBestandsnaam
```

waarbij debBestandsnaam de naam is van het Debian-softwarepakket.
Een lijst van geïnstalleerde pakketten kan verkregen worden via deze code:
```
dpkg -l 
[optionele parameter]
```

Om een geïnstalleerd pakket te verwijderen:
```
dpkg -r 
debBestandsnaam
```

## Ontwikkelaarsgereedschappen
Dpkg-dev bevat een collectie van ontwikkelaarsgereedschappen benodigd om Debian broncode pakketten uit te pakken, te compileren en te uploaden. De ontwikkelaarsgereedschappen zijn:
- dpkg-source "verpakt" en pakt broncodebestanden uit.
- dpkg-gencontrol leest de informatie van een uitgepakt Debian-bestand.
- dpkg-shlibdeps berekent de afhankelijkheden (houdt rekening met softwarebibliotheken).
- dpkg-genchanges leest de informatie van een uitgepakt Debian-bestand dat, eenmaal gecompileerd, een controlebestand aanmaakt (.changes).
- dpkg-buildpackage is een controlescript dat kan gebruikt worden om een pakket automatisch te compileren.
- dpkg-distaddfile voegt een bestandsinvoer toe aan debian/files.
- dpkg-parsechangelog leest het .changes-bestand (changelog) van een uitgepakte mappenstructuur en maakt een handig overzicht aan met informatie over de veranderingen.